# Angelo Maria Landi
Angelo Maria Landi (Massa, 1907 – Pistoia, 1996) è stato un pittore, incisore e scenografo italiano.

## Biografia
Nato da Giuseppe, artigiano, e Giulia Rossi sarta da donna, quinto di dieci figli. All'età di undici anni è iscritto al locale Istituto teorico-pratico di belle arti. Frequenta poi a Carrara il corso inferiore dell'Accademia di Belle Arti e, trasferitosi a Firenze, si iscrive al Corso speciale di pittura dell'Accademia, dove si diplomerà nel 1926, dopo essere stato allievo di Felice Carena per la pittura, di Celestino Celestini per l'incisione e la stampa e di Galileo Chini per la pittura murale.

## L'artista
Già nel 1927 è presente con due acqueforti alla II esposizione internazionale dell'incisione moderna al Parterre di San Gallo a Firenze, dove una sua opera viene acquistata dallo Stato per il Gabinetto dei Disegni e delle Stampe degli Uffizi. In seguito progetterà scenografie per il teatro di prosa (Accademia dei Fidenti, Teatro Sperimentale dei G.U.F., Teatro delle Arti di Roma) e per il teatro lirico, nel cui campo si afferma come realizzatore dei bozzetti propri ed anche di quelli di alcuni famosi pittori (Casorati, Carena, Sironi, Conti).

## L'opera pittorica
Pur dedicandosi attivamente alla didattica dell'arte, alla scenografia ed alla pubblicistica, Angelo Maria Landi ha sviluppato continuamente la sua parabola di espressione artistica iniziata alla scuola di Felice Carena. A partire dalla Biennale di Venezia del 1936, alla quale partecipa con un ritratto di donna, poi nel '44, alla Galleria Il Ponte, nel '52, alla Mostra «Mezzo Secolo di Arte Toscana» a Palazzo Strozzi, dal '55 in poi alle Mostre de «Il Fiorino» sempre a Palazzo Strozzi, nel '59, alla Quadriennale di Roma e a Firenze, insieme a Capocchini, Conti e Colacicchi. E non mancano presenze su invito in esposizioni all'estero, soprattutto in USA, dove espone in una mostra itinerante della Parker Company nel '60, a Pittsburg nel '63 e a Richmond, nel '68 e nel '69.

## La scenografia
Attratto dallo studio dei problemi storici, estetici e tecnici dello spettacolo teatrale, riesce a dar vita, negli anni '50, ad una associazione nazionale di scenografi professionisti. Al tempo stesso collabora a riviste teatrali di grande prestigio quali Sipario, Prospettive, Maske und koturn'' (rivista edita dall'Istituto Für Theater-wissenschaft dell'Università di Vienna). A 26 anni è assistente universitario e più tardi, Professore di Scenografia nelle Accademie di Belle Arti.
È stato Direttore dell'Istituto d'Arte di Firenze, dove ha fondato, con altri illustri personaggi della cultura, il Corso Superiore di Disegno Industriale.

## Il disegno
L'acquaforte, la litografia, la xilografia, arti che Landi ha appreso nel colto laboratorio di Celestino Celestini, divengono presto lo strumento del suo continuo rappresentare, memorizzare, appuntare con il segno. È incredibile la varietà di strumenti e di supporti usati da Landi, via via lungo gli anni della sua pluridecennale esperienza artistica: carte di ogni tipo, matite e penne di ogni sorta.
La sua rappresentazione è spesso ironica, altre volte caustica ma mostra sempre, nonostante il sostanziale ottimismo che apparentemente pervadeva l'artista, una sottile malinconia che viene in superficie nei suoi personaggi di circo e nelle immagini di caffè.

## La didattica
L'esperienza didattica di A.M.Landi - la sua seconda vita artistica, oltre quella di pittore/scenografo - inizia nel 1933, anno nel quale è assistente per il Disegno dal Vero presso l'Istituto Superiore di Architettura di Firenze (poi Facoltà di Architettura).
Dal '35 al '38 è docente di «Figura disegnata e dipinta» nella Scuola di Nudo dell'Accademia di Belle Arti.
Dal 1941 al 1949 insegna «Ornato Disegnato» presso il Liceo Artistico di Firenze e, dal '49 al '57, Decorazione Pittorica presso l'Istituto d'Arte di Firenze, a Porta Romana, ricoprendo anche l'incarico di Vice-Direttore. Dopo una breve parentesi alla Cattedra di Scenografia dell'Accademia, vince il concorso per la direzione del suo amatissimo Istituto d'Arte (1959) dove rimarrà fino al 1973.
Nel frattempo la ricerca infaticabile nell'ambito della didattica dell'arte e lo studio appassionato di quanto intorno a lui si muove, in quel campo ed in quelli strettamente connessi, a livello internazionale, la pubblicazione di articoli e la partecipazione ad incontri sul tema dell'Educazione Artistica lo segnalano per la partecipazione alla commissione che sancirà l'ingresso dell'educazione artistica nella nuova scuola media. (1963)
E nel 1963 per i tipi dell'editore Mursia viene pubblicato quello che sarà per molti anni la "bibbia" degli insegnanti di educazione artistica in tutta Italia: quell'«Invito all'espressione» che rimane ancora oggi una pietra miliare nella storia della formazione artistica dei ragazzi.
Nel 1965 uscirà una seconda edizione con il titolo di «Osservare ed esprimere» e, nel '78/79 un'edizione rinnovata per dar conto delle nuove tendenze dal titolo «Segni, Spazi, Figure».
Tutti questi testi (come d'altra parte il testo per l'educazione tecnica scritto a quattro mani con l'amico Basso) rispecchiano le tesi fondamentali di Landi sulla didattica del "fare arte".
Concetti come "relatività del bello", importanza dell'osservazione del reale e sua lettura anche al di là delle apparenze, rispetto della tradizione anche nell'innovazione, grandezza e valore sociale dell'"artigianato", scoperta del "design" a partire dalle lezioni di Morris fino alla grande scuola italiana da Olivetti a Sottsass, sono riassunti da Landi in maniera semplice e precisa, fatta di suggerimenti e di esempi più che di proposte risolutive. Tutti possono e debbono imparare ad esprimersi con il disegno e la pittura (senza per questo doversi improvvisare "artisti"), che sono linguaggi universali ed universalmente comprensibili. Non manca la parte dedicata ai primi rudimenti di Storia dell'Arte, anche questi rivolti più all'esercizio di osservazione e alla stimolazione della curiosità che non all'acquisizione di vere e proprie basi storiche.